# Keve (keresztnév)
A Keve régi magyar személynév, ami a kő szónak a régi kev- (ma: köv-) tövéből származik, azaz a jelentése kövecske.

## Rokon nevek
Kövecs

## Gyakorisága
Az 1990-es években szórványos név, a 2000-es években nem szerepel a 100 leggyakoribb férfinév között.

## Névnapok
- január 8.[2]
- február 22.[2]
- június 29.[2]

## Híres Kevék
- Keve vezér: hun vezér a 4. században.